# Bom Jesus (Porto Alegre)
Bom Jesus é um bairro da zona leste da cidade brasileira de Porto Alegre, capital do estado  do Rio Grande do Sul. É também chamado popularmente por seus habitantes de "Bonja". Foi criado oficialmente pela Lei Ordinária n° 5.799 de 15 de dezembro de 1986 e teve seus limites alterados pela Lei Ordinária n° 6.594 de 31 de janeiro de 1990 e, posteriormente, reescritos pela Lei Municipal nº 12.112, de 22 de agosto de 2016. O bairro faz parte da região de planejamento 4 - leste e nordeste.
Em 2025 o bairro já conta com: 35.000 habitantes, distribuídos por seus 210 hectáres, com uma densidade populacional de 13.654,76 hab./km². A taxa de analfabetismo do bairro era de 5,18%, acentuadamente maior que o índice geral de Porto Alegre que era de 3,86%. A renda média era de 2,45 salários mínimos por domicílio. O seu Índice de Desenvolvimento Humano Municipal é de 0,699, bem inferior em comparação o índice de 0,805 da cidade.
Distante cerca de 10km do Centro Histórico de Porto Alegre, o Bom Jesus é limitado ao norte pela Avenida Protásio Alves, que conecta a área central da cidade com o município de Viamão, e ao sul faz divisa com os bairros Jardim do Salso e Jardim Carvalho, os quais são limitados ao sul pela Avenida Ipiranga.
Assentado sobre a chamada "Crista da Matriz", a qual abriga os morros Petrópolis e Alto Petrópolis e termina no Morro Santana (311m), o Bom Jesus tem seu ponto mais elevado com cerca de 133m e o mais baixo, com cerca da 51m. Abriga pequenos córregos, como os arroios Riacho Doce, Mem de Sá e Vila Pinto, cujas águas desembocam no Arroio Dilúvio.  
Predominantemente residencial, o Bom Jesus concentra um grande número de vilas populares, tais como as vilas Fátima, Divinéia, , Mato Sampaio e Pinto, todas conectadas por meio de becos e ruelas estreitas e sinuosas. Além de sofrerem com vulnerabilidade social, algumas ocupações estão localizadas em áreas de risco, sujeitas a erosões e inundações, pois foram construídas sobre o leito de arroios.

## Região de Planejamento e OP
O Bom Jesus está situado dentro da "Região Geral de Planejamento Quatro" (RGP-4), uma das oito Região de Gestão do Planejamento de Porto Alegre. Cada região reúne um grupo de bairros com afinidades entre si, com a RGP-4 possuindo dez bairros ao todo.
A RGP-4 abriga duas Regiões do Orçamento Participativo (OP): a Região Leste (que inclui, além do Bom Jesus, os bairros Chácara das Pedras, Jardim Carvalho, Jardim do Salso, Morro Santana, Três Figueiras e Vila Jardim) e a Região Nordeste (composta unicamente pelo bairro Mário Quintana).

## Histórico

### Séculos XVIII e XIX
No século XVIII, durante o Brasil Colônia, o território do atual bairro Bom Jesus fazia parte da extensa Sesmaria de Sant'Anna, concedida pela Coroa Portuguesa ao madeirense Jerônimo de Ornelas em 1740, que estabeleceu a sede da grande propriedade nos altos do Morro Santana, a leste do Bom Jesus. As terras de Ornelas se estendiam do Rio Gravataí até o Arroio Jacareí (hoje denominado Arroio Dilúvio).
No século XIX, a área que compõe atualmente o Bom Jesus fazia parte de uma propriedade rural de 1.063 hectares que pertencia a Manuel Ferreira Filho, um dos herdeiros do Barão do Caí (falecido em 1884). 

### Século XX
Com sua morte de Manuel Ferreira Filho em 1918, a sua grande propriedade foi partilhada entre suas irmãs, e a parte próxima à Estrada do Caminho do Meio (atual Avenida Protásio Alves, assim nomeada em 1936), na porção norte do atual bairro Bom Jesus, foi vendida a uma empresa imobiliária, que a loteou no final da década de 1920. Porém, como era uma região sem grande infraestrutura e afastada do Centro de Porto Alegre, os lotes tinham preço relativamente acessível e foram adquiridos por famílias de baixa renda e vindas do interior. Mais tarde, esta área loteada ficou conhecida como "Vila Bom Jesus".
A falta de infraestrutura básica estimulou que a comunidade do Bom Jesus se unisse e se organizasse, o que levou à fundação de muitas instituições sociais e recreativas, sobretudo nas décadas de 1940 e 1950, algumas existentes até a atualidade. Em 1943, foi fundado Bonsucesso Atlético Clube, que sediou vários eventos sociais. Ainda na época, surgiu o Clube dos Comilões, formado exclusivamente por homens, e o Clube Carnavalesco e Recreativo Estácio de Sá, que concentrava suas atividades próximo de uma paineira situada na Avenida Protásio Alves. 
Em outubro de 1957, foi criado o "Centro Pró-Melhoria das Vilas Bom Jesus e Chácara das Pedras", uma entidade fundada para congregar os moradores dos dois núcleos urbanos, ambos situados "nos altos do Petrópolis", e para propugnar por reivindicações junto ao poder público. O memorial do Centro, entregue ao então prefeito Leonel Brizola, teve a assinatura de seus presidente, vice-presidente e secretário (Mário Cruz, Therézio Meirelles e Paulo Sokolov).
É importante destacar que a formação do Bom Jesus se deu muito em virtude das políticas de desagregação dos territórios negros da área central de Porto Alegre, ocorrida em meados do século XX. Em 13 de outubro de 1953, o então Departamento Municipal da Casa Popular realocou cerca de 150 famílias pobres oriundas da Vila Ilhota (esta entre a Rua Dezessete de Junho e o Arroio Dilúvio) e da Vila Doca das Frutas (esta na esquina da Rua da Conceição com a Avenida Júlio de Castilhos) para a porção sul do Bom Jesus, dando origem à "Vila Mato Sampaio". O nome desta vila evoca o caráter ainda predominantemente rural daquela região, com nenhuma infraestrutura urbana, como água encanada ou eletricidade. A partir da década de 1960, outra ocupação na porção sul do bairro começou a crescer, a Vila Nossa Senhora de Fátima, também de forma irregular, e outras ocupações surgiram, como a Vila Divinéia e a Vila Pinto.
Em 7 de dezembro de 1959, a Câmara Municipal aprovou a Lei Ordinária n° 2.022, que deu nome a bairros e demarcou seus limites pelas vias existentes, mas também por linhas imaginárias, reconhecendo assim três zonas distintas: a Vila Bom Jesus; a Bom Jesus e a Mato Sampaio. No entanto, essa divisão não funcionou na prática para a população residente, de modo que a prefeitura precisou, mais tarde, corrigir a demarcação através da Lei Ordinária n° 5.799 de 15 de dezembro de 1986, incorporando ao território do Bom Jesus as vilas Sampaio, Brasília e Jardim do Salso. Ainda assim, o traçado foi novamente modificado pela Lei Ordinária n° 6.594, de 31 de janeiro de 1990, quando foi desmembrada do Bom Jesus a área denominada Jardim do Salso, originando um bairro novo, a oeste do Bom Jesus. Poucos meses depois, a Lei Ordinária n° 6.720 de 21 de novmebro de 1990 acabou por desmembrar as vilas Cefer, Brasília e Ipê (antes parte da Bom Jesus delimitada pela Lei n° 2.022 de 1959) em um bairro separado, o Jardim Carvalho, a leste do atual Bom Jesus.
Em 1962, foi fundada a Sociedade Recreativa Associação Copacabana, que até hoje mantém uma escola de samba na cidade, na Rua São Felipe, n° 96.
Apesar das dificuldades, gradualmente, as comunidades foram conquistando melhorias para a região, como pavimentação, transporte público, rede de esgoto e a implantação de equipamentos públicos, tais como praças e escolas. Uma das mais importantes conquistas foi a instalação da Unidade Básica de Saúde Bom Jesus, inaugurada em janeiro de 1996.

## Características atuais

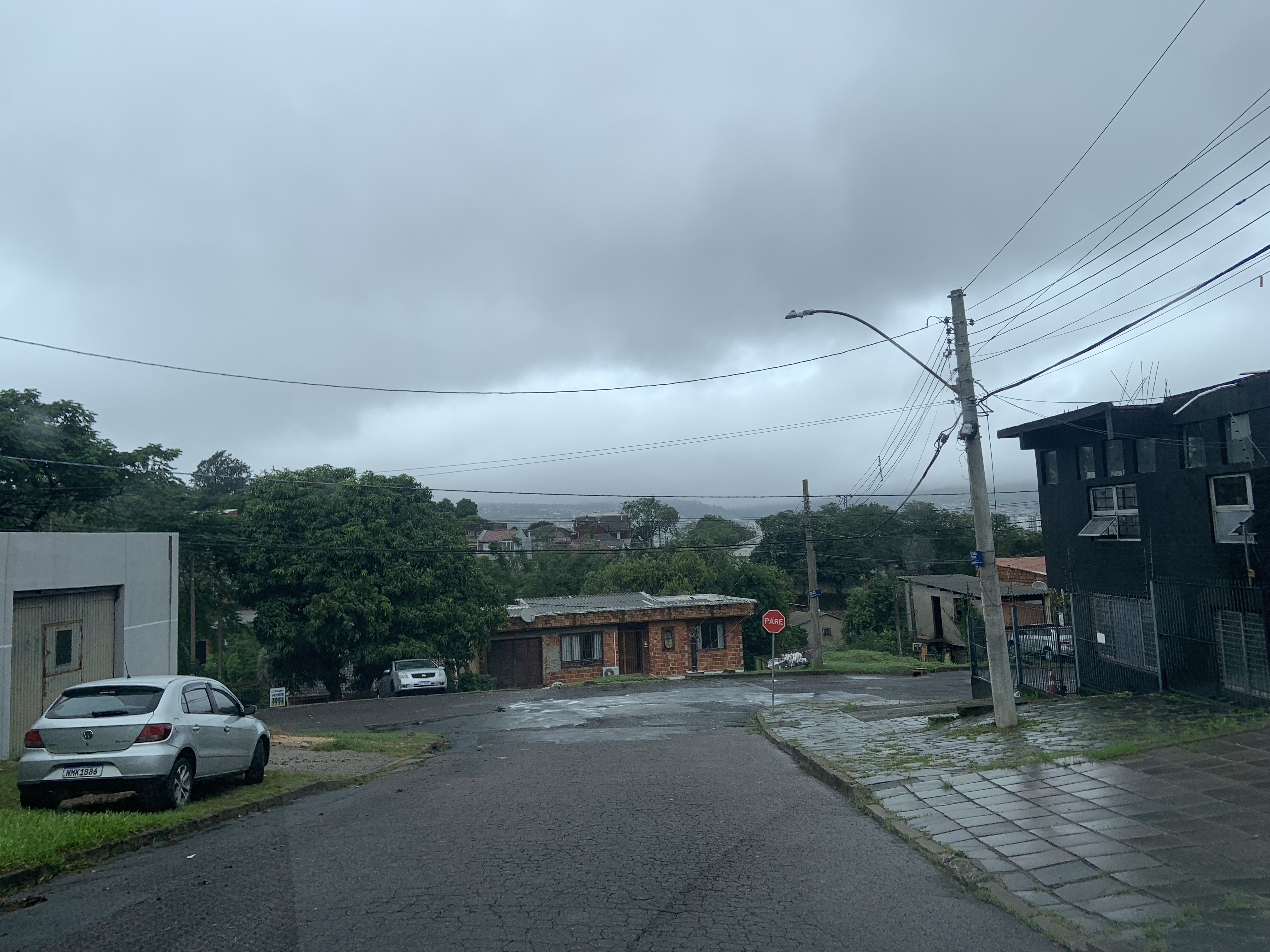
Final da Rua Santa Madalena, no bairro Bom Jesus.

Bom Jesus é um bairro essencialmente residencial, dispondo de pequeno comércio e serviços. O perfil étnico-social de seus moradores é bastante heterogêneo, o que é demonstrado pela diversidade religiosa e cultural existente no bairro.
Pelo seu perfil social, o bairro é frequentemente considerado como periferia de Porto Alegre. Apesar disso, possui localização privilegiada, estando à margem da Avenida Protásio Alves (a maior de Porto Alegre), a menos de 2 quilômetros da PUCRS e do Shopping Iguatemi e menos de 1 quilômetro da 3ª Perimetral.
O bairro é sede da Viação Estoril e da fabricante de queijos Kunzler.

## Pontos de referência
Educação
- Colégio Estadual Antão de Farias
- Escola Municipal José Mariano Beck
- Escola Municipal Nossa Senhora de Fátima
- Escola Estadual de Ensino Fundamental Coelho Neto
- Escola De Ensino Fundamental Professora Lea Rosa Cecchini

Áreas verdes
- Praça Jesus de Nazaré;
- Praça Emílio Rocha do Prado;
- Campo do Panamá[20];

Saúde

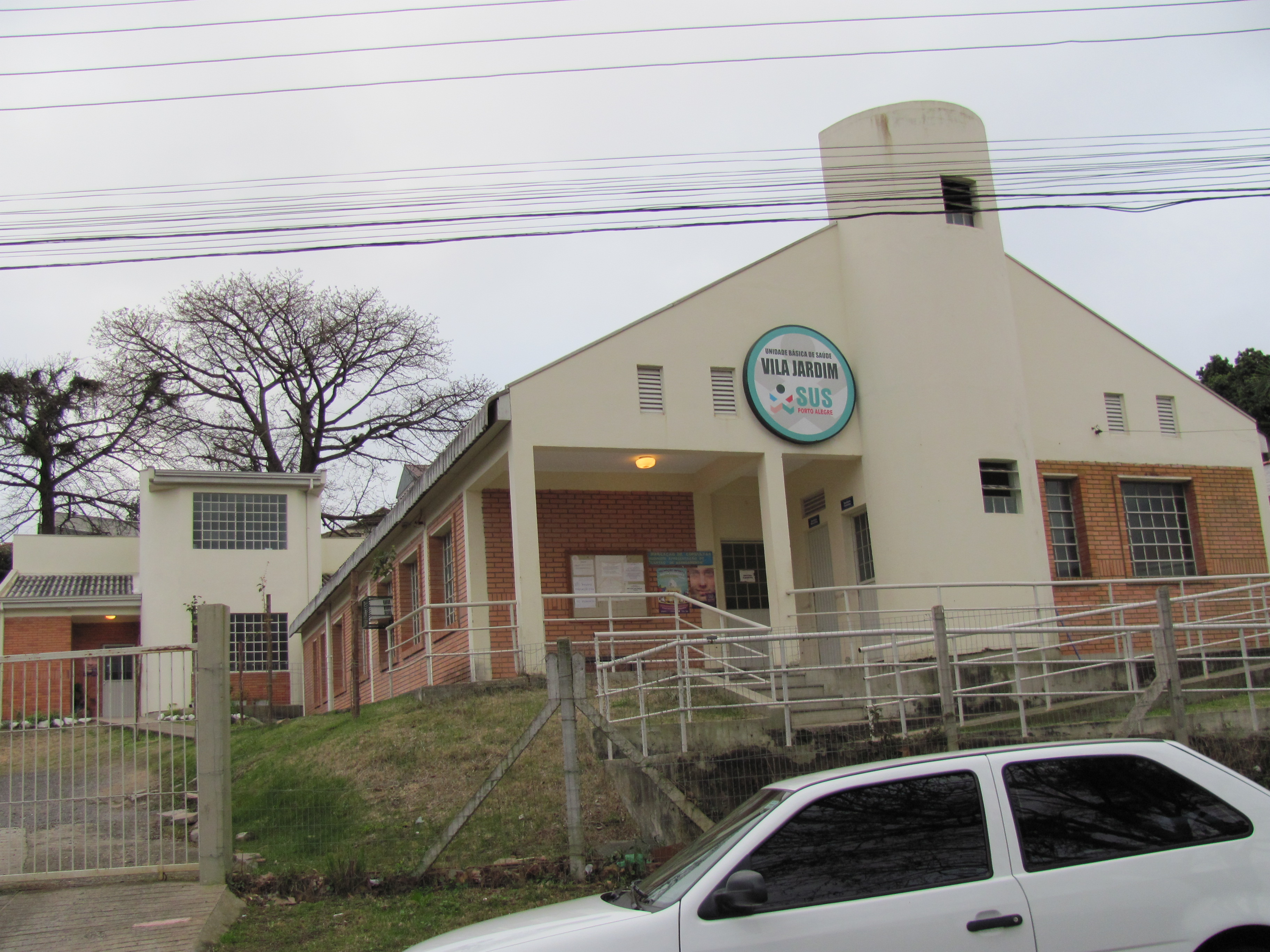
Unidade de Saúde Vila Jardim

- Unidade de Saúde Bom Jesus, situado na Rua Bom Jesus, n° 410;[21]
- Unidade de Saúde Vila Jardim, situada na Rua Nazaré, n° 570;
- Unidade de Saúde Mato Sampaio, situada na Rua Jayr Amaury Koebe, n° 90;
- Unidade de Saúde Centro de Extensão Universitária Vila Fátima, situada Rua Quatorze, n° 227;
- Unidade de Saúde Vila Pinto, situada na Rua 5, n° 560;
- Unidade de Saúde Vila Fátima, situada na rua Arnaldo Antônio Portaluppi, 227;

Outros
- Abrigo Municipal Bom Jesus;

## Limites atuais
Ponto inicial e final: encontro da Rua Professor Cristiano Fischer com a Avenida Protásio Alves; desse ponto segue pela Avenida Protásio Alves até a Rua Ala, por essa até a Rua José Madri, desse ponto segue por linha reta e imaginária o limite leste da propriedade do DEMHAB, divisa com a propriedade da Associação dos Funcionários do Sistema Integrado BANERJ (ABANERJ), seguindo até o ponto de coordenadas E: 285.525; N: 1.674.320; desse ponto segue por linha reta e imaginária até o ponto de coordenadas E: 285.540; N: 1.674.327 junto à projeção da Passagem Dezoito CEFER Dois, por essa até o ponto de coordenadas E: 285.576; N: 1.674.216, junto a Via de Acesso Cinco CEFER Dois, por essa até o ponto de coordenadas E: 285.365; N: 1.674.210, junto ao Acesso Trinta e Dois - Vila Fátima-Pinto; desse ponto segue por uma linha reta e imaginária até o encontro da Rua Dois - Vila Fátima-Pinto com a Rua Oito - Vila Fátima-Pinto, por essa até a Rua Três - Vila Fátima-Pinto, ponto de coordenadas E: 285.175; 1.674.170, por essa até o limite norte da propriedade da CEEE, ponto de coordenadas E: 285.170; N: 1.674.259; segue por esse limite de propriedade até a Avenida Joaquim Porto Villanova, ponto de coordenadas E: 284.623; N: 1.674.235, por essa até a Rua Ary Burger, por essa até o limite oeste da Praça 3215, ponto de coordenadas E: 284.137; N: 1.674.113; desse ponto segue por uma linha reta e imaginária até o entroncamento da Rua Marta Costa Franzen com a Rua Nove - Vila Mato Sampaio, por essa até a Rua Waldomiro Souza, por essa até a Rua Professor Pedro Santa Helena, por essa até a Rua Santa Izabel, por essa até a Rua Professor Abílio Azambuja, por essa até a Rua São Benedito, por essa até a Rua Palestina, por essa até a Rua Professor Cristiano Fischer, por essa até a Avenida Protásio Alves, ponto inicial.
Seus bairros vizinhos são: Jardim do Salso, Jardim Carvalho, Chácara das Pedras e Vila Jardim.